# 加布里埃莱·奥里亚利
加布里埃莱·奥里亚利（義大利語：Gabriele Oriali，1952年11月25日—），意大利男子足球运动员，场上位置是中场。他曾代表意大利国家队参加1982年国际足联世界杯，结果获得冠军。